# 2019 au Japon
Cet article présente les faits marquants de l'année 2019 au Japon.

## Évènements

### Avril
- 30 avril : abdication de l'empereur Akihito.

### Mai
- 1er mai : intronisation de Naruhito comme empereur, début de l'ère Reiwa.

### Juin
- 13 juin : un incident dans le golfe d'Oman a lieu près du détroit d'Ormuz, déclenche une nouvelle crise diplomatique et militaire entre les États-Unis, l'Iran, et plusieurs pays arabes (et dans une certaine mesure le Japon en tant que pays armateur des pétroliers).
- 28 et 29 juin : sommet du G20 à Osaka.

### Juillet
- 18 juillet : incendie criminel de Kyoto Animation à Kyoto.
- 21 juillet : élections à la Chambre des conseillers.

### Septembre
- 5 septembre : des chercheurs de l'université de Hokkaidō publient la description d'une nouvelle espèce de dinosaures, Kamuysaurus japonicus, unique représentant du genre Kamuysaurus.
- 11 septembre : le ministre de l'environnement, Yoshiaki Harada, est limogé pour avoir proposé de rejeter 1 million de m3 d'eau radioactive de Fukushima dans l'Océan Pacifique.

### Octobre
- 9 octobre : le Prix Nobel de chimie est remis au chimiste japonais Akira Yoshino, conjointement avec le physicien américain John B. Goodenough et le chimiste américain Stanley Whittingham, pour leur invention de la batterie à lithium-ion.
- 12 octobre : le typhon Hagibis fait au moins 70 morts.
- 18 octobre : L'épave du navire de guerre japonais Kaga, coulé lors de la bataille de Midway pendant la Seconde Guerre mondiale, est découverte sur les fonds marins de l'océan Pacifique. Ce n'est que le deuxième navire coulé pendant la bataille à avoir été retrouvé.